# 伯克利三酮
伯克利三酮是一种四环有机化合物，分子式C26H34O7，最初分离自生活在伯克利矿坑（Berkeley Pit）的酸性湖水中的青黴菌物种，因而得名，一起发现的还有伯克利二酮。